# Geographisch-statistische Beschreibung des Ober-Mainkreises
Die Geographisch-statistische Beschreibung des Ober-Mainkreises ist ein Lexikon, das 1827 von Karl Friedrich Hohn herausgegeben wurde. Der vollständige Titel lautet: „Geographisch-statistische Beschreibung des Ober-Mainkreises. Ein Beitrag zur nähern Kenntniß des Vaterlands“.
Das Werk besteht aus zwei Teilen (Gesamtbeschreibung des Obermainkreises, Einzelbeschreibung der administrativen Einheiten), hat ein Register (S. VII–LIX) und eine Druckfehlerberichtigung (S. 356).
Im ersten Teil gibt es eine Gesamtbeschreibung des Obermainkreises (S. 1–53), die in 12 Abschnitte unterteilt ist: § 1 Bestandteile des Kreises (S. 1–5), § 2 Lage, Grenzen, Größe (S. 5–6), § 3 Gebirge (S. 6–8), § 4 Gewässer (S. 9–19), § 5 Seen und Weiher (S. 19), § 6 Klima (S. 20), § 7 Naturprodukte (S. 20–32), § 9 [sic!] Gewerbe (S. 32–37), § 10 Bewohner (S. 37–38), § 11 Religion (S. 38–43), § 12 Verwaltung mit Auflistung der administrativen Einheiten (S. 43–50), § 13 Bildungsanstalten (S. 50–53).
Im zweiten Teil (S. 54–356) erfolgt die Einzelbeschreibung der administrativen Einheiten in alphabetischer Reihenfolge, wobei zuerst die kreisunmittelbaren Städte Bayreuth (S. 54–57), Bamberg (S. 57–59), Hof (S. 59–60) abgehandelt werden, danach die Landgerichte (S. 60–334) und zum Schluss die Herrschaftsgerichte (S. 334–356). Die Beschreibungen haben alle das gleiche Schema: § 1 Bestandteile, Größe, § 2 Grenzen, Lage, Klima, § 3 Gewässer, § 4 Boden, § 5 Naturprodukte, § 6 Gewerbe, § 7 Einzelorte, wobei der letzte Teil am umfänglichsten ist. Die im letzten Teil verwendete Klassifizierung der Ortstypen wurde wahrscheinlich von dem 1819 erstmals erschienenen Werk Topo-geographisch-statistischen Lexicon vom Königreiche Bayern übernommen: Einöde (1 Haus), Weiler (1–11) und Dorf (12 und mehr); des Weiteren die Ortstypen Markt, Stadt und Pfarrdorf und Kirchdorf. Es gibt zusätzlich Angaben zur Zahl der Einwohner, der kirchlichen Zugehörigkeit, und ggf. kurze Bemerkungen zur Wirtschaft und Geschichte des jeweiligen Ortes. Die Erkenntnisse von § 7 sind später in dem 1831/32 erschienenen Topo-geographisch-statistischen Lexicon vom Königreiche Bayern eingeflossen, während die anderen Abschnitte weitestgehend unberücksichtigt blieben.
Die Angaben zu den Einzelorten sind völlig unverändert vom 1820 erschienenen Topographisch-alphabetischen Handbuch über die in dem Ober-Mainkreise befindlichen Städte, Märkte, Dörfer, Weiler, Mühlen und Einöden übernommen worden. Das Stichjahr der statistischen Erhebungen wird dort nicht angegeben, auch werden nicht alle Einzelorte aufgelistet, dies betrifft vor allem Einöden.
Dieses Defizit spiegelt sich auch in diesem Werk wider.